# Matematică computațională

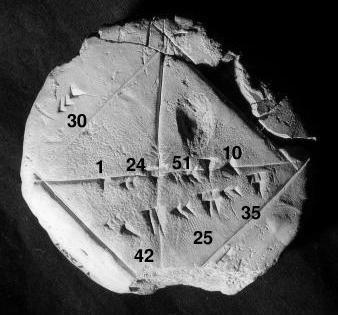
O fotografie în alb-negru a tabletei YBC 7289 din Colecția Babiloniană Yale (c. 1800–1600 î.e.n.), care arată o aproximare babiloniană a rădăcinii pătrate a lui 2 (1 24 51 10 în sexagesimal) în contextul teoremei lui Pitagora pentru un triunghi isoscel. Tableta oferă, de asemenea, un exemplu în care o latură a pătratului este 30, iar diagonala rezultată este 42 25 35 sau 42,4263888.

Matematica computațională este o ramură a matematicii care se ocupă de interacțiunile dintre matematică și calculul simbolic⁠(d) folosind computerele.
O mare parte a matematicii computaționale constă în utilizarea matematicii pentru a îmbunătăți calculul cu ajutorul computerelor în domeniile științei și ingineriei unde matematica este utilă. Aceasta cuprinde în special proiectarea algoritmilor, complexitatea de calcul, metodele numerice și algebra computațională⁠(d).
Matematica computațională se referă și la utilizarea computerelor pentru matematică în sine. Aceasta cuprinde experimentarea matematică pentru stabilirea conjecturilor (în special în teoria numerelor), utilizarea computerelor pentru demonstrarea teoremelor (de exemplu, teorema celor patru culori) și proiectarea și utilizarea sistemelor de demonstrare automată a teoremelor.

## Domenii ale matematicii computaționale
Matematica computațională a apărut ca o parte distinctă a matematicii aplicate la începutul anilor 1950. În prezent, matematica computațională se referă la:
- Știința computațională⁠(d), cunoscută și sub numele de „calcul științific” sau inginerie computațională⁠(d).
- Știința sistemelor⁠(d), pentru care necesită direct modelele matematice de la ingineria sistemelor⁠(d).
- Rezolvarea problemelor matematice prin simulare pe calculator⁠(d), spre deosebire de metodele tradiționale din inginerie.
- Metode numerice utilizate în calculul științific, de exemplu algebra liniară numerică⁠(d) și soluționarea numerică a ecuațiilor cu derivate parțiale.
- Metode stohastice,[2] ca metoda Monte Carlo⁠(d) și alte reprezentări ale incertitudinii în calculele științifice.
- Matematica calculului științific,[3][4] în particular analiza numerică.
- Complexitatea de calcul⁠(d).
- Algebra computațională⁠(d) și programele de calcul formal.
- Cercetare asistată de calculator în diverse domenii ale matematicii, cum ar fi logica matematică (demonstrarea automată a teoremelor, matematica discretă, combinatorica, teoria numerelor și topologia algebrică numerică.
- Criptografia și securitatea computerelor, care implică în special cercetări privind testarea dacă un număr este prim, factorizarea sa, criptografia pe curbe eliptice⁠(d) și matematică blockchainurilor.
- Lingvistica computațională, folosirea matematicii și a tehnicilor numerice în limbajele naturale.
- Teoria computațională a grupurilor
- Geometria algoritmică⁠(d) și geometria algebrică numerică.
- Teoria algoritmică a numerelor⁠(d).
- Teoria algoritmică a informației⁠(d).
- Teoria algoritmică a jocurilor⁠(d)
- Economia matematică⁠(d), utilizarea matematicii în economie, finanțe și, într-o anumită măsură, în contabilitate.
- Statistica.
- Matematică experimentală.